# Casa geografului E. Proca (Budești)
Casa geografului E. Proca (1937-1982) este o clădire amplasată în Budești, municipiul Chișinău, Republica Moldova. Este un monument istorico-memorialistic de importanță națională inclus în Registrul monumentelor Republicii Moldova ocrotite de stat cu nr. 426 (municipiul Chișinău).